# Parlamentswahl in Italienisch-Somaliland 1956
Die Parlamentswahl in Italienisch-Somaliland (bzw. Treuhandgebiet Somalia) 1956 fand im Februar statt.
Das Ergebnis war ein eindeutiger Sieg für die Somalische Jugendliga, welche 43 von 60 Sitzen im Legislativen Rat erringen konnte. Zehn weitere Sitze waren für Italiener, Inder, Araber und andere Nicht-Somali-Minderheiten reserviert.

## Ergebnisse
| Partei                          | Stimmen | Anteil  | Sitze |
| ------------------------------- | ------- | ------- | ----- |
| Somalische Jugendliga           | 333.820 | 54,29 % | 43    |
| Hizbia Digil-Mirifle            | 159.967 | 26,01 % | 13    |
| Somalische Demokratische Partei | 80.866  | 13,15 % | 3     |
| Marehan-Union                   | 11.358  | 1,85 %  | 1     |
| Andere Parteien                 | 28.898  | 4,70 %  | 0     |
| Reservierte Sitze               | -       | -       | 10    |
| Gesamt                          | 614.909 | 100 %   | 70    |
| Quelle:                         |         |         |       |